# Sun Ye
Sun Ye, född 15 januari 1989 i Shanghai, är en kinesisk simmare.
Hon blev olympisk bronsmedaljör på 4 × 100 meter medley vid sommarspelen 2008 i Peking.